# ژوناتان فیمو
ژوناتان فیمو (اسپانیایی: Jonathan Fumeaux‎؛ زادهٔ ۷ مارس ۱۹۸۸) دوچرخه‌سوار اهل سوئیس است.
از باشگاه‌هایی که در آن رکاب زده‌است می‌توان به آی‌ای‌ام سایکلینگ و روت–آکروس اشاره کرد.